# Vogelsberg (Feldatal)
Der Vogelsberg ist mit 598 m ü. NHN ein Berg des gleichnamigen Mittelgebirges Vogelsberg in der Gemeinde Feldatal im Vogelsbergkreis, Mittelhessen.
Er befindet sich zwischen Köddingen im Norden, Ulrichstein im Südwesten und Helpershain im Nordosten.
Um die Namensgebung rankt sich eine Sage von einem Schmied, der seine Seele dem Teufel versprochen hatte. Durch einen Trick, bei dem sich seine Frau als Vogel verkleidete, konnte der den Teufel jedoch überlisten. Unklar ist, ob sich vom Namen dieses Berges der des Gebirges Vogelsberg ableitet.